# Leidse Willeram

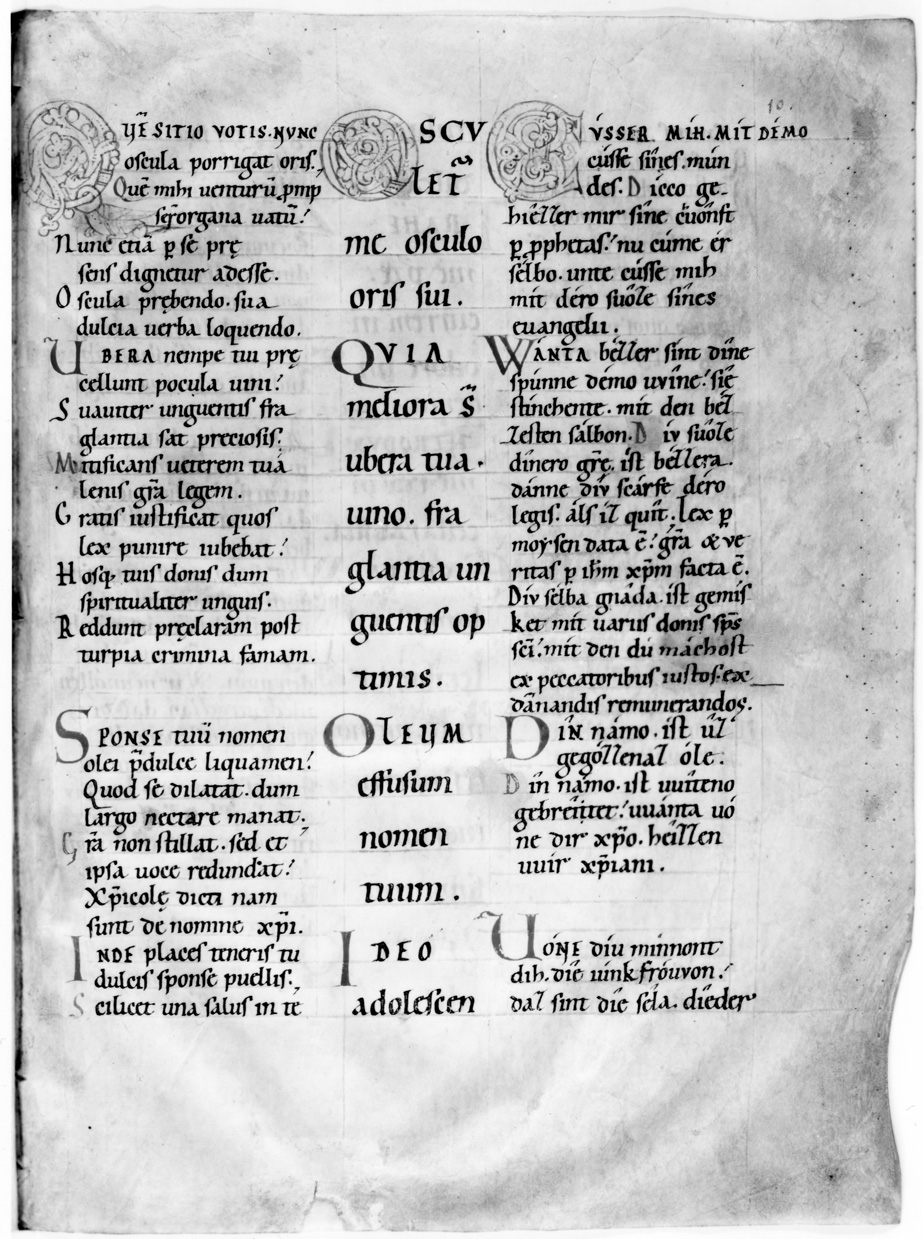
Bladzijde uit het Münchens handschrift met de Hoogliedparafrase van Williram von Ebersberg

De Leidse Willeram, ook wel Egmondse Willeram genaamd, is het oudste bewaard gebleven handschrift dat gedeeltelijk in het Oudnederlands of Nederfrankisch is geschreven.

## Beschrijving
Het handschrift is geschreven op perkamenten folia van 180 x 115 mm. Het bevat 214 folia en is geschreven in een Karolingische minuskel in één kolom van 22 lijnen. De beginletters van secties en verzen zijn geschreven in grotere initialen.
Het bevat:
- ff.1r-12r: Uittreksels uit de commentaar op het Hooglied door Angelomus van Luxeuil
- ff.12r-100r: Hooglied-parafrase van Williram van Ebersberg
- ff.101r-209v: Hooglied commentaar van Angelomus van Luxeuil

## Oorsprong
De Egmondse of Leidse Willeram is een vertaling en bewerking van de Hooglied-parafrase van Williram, abt van het Beierse klooster Ebersberg. Deze abt Williram moet zijn boek geschreven hebben omstreeks 1059-1065, in een Oostfrankisch (Hoogduits) dialect. Deze Hooglied-interpretaties waren in de tijd van Williram niet nieuw, maar Williram maakte wel een zeer oorspronkelijk boek, alleszins naar de vorm, doordat hij drie versies van de tekst opnam in zijn werk. Zijn handschrift had drie kolommen met in de middelste de Latijnse tekst uit de Vulgaat, links zijn eigen gedicht in Latijnse hexameters en rechts glossen in zowel het Oudhoogduits als het middeleeuws Latijn. Wat de inhoud betreft blijft Williram zeer traditioneel, zijn enige bron blijkt Haymo van Auxerre te zijn. Het commentaar van Williram von Ebersberg in de volkstaal beperkt zich tot de hoogliedparafrase zelf. Het inhoudelijke commentaar blijft in het Latijn. 
De tekst van Williram was blijkbaar vrij populair want omstreeks 1100 moet hij al beschikbaar geweest zijn in de Abdij van Egmond. Het handschrift dat zich nu bevindt in de Leidse Universiteitsbibliotheek met als signatuur BPL 130, is namelijk op paleografische gronden duidelijk te situeren omstreeks die tijd en heeft duidelijk de kenmerken van het scriptorium van Egmond. Anderen zijn voorzichtiger en zeggen dat het misschien in Egmond gemaakt zou zijn.
Een digitale versie van het handschrift is beschikbaar via de Leidse Digital Collections. 

## Abdij van Egmond
De abdij werd omstreeks 920-925 gesticht als een nonnenklooster door Dirk I, graaf van Holland. In 950 werd een stenen kerk gebouwd als gift van Dirk II en zijn vrouw Hildegard van Vlaanderen, om de relieken van Sint Adelbert onder te brengen. Bij de inwijding van die kerk werd het klooster in 975 hervormd tot een benedictijnenabdij. De monniken waren afkomstig uit de Sint-Pietersabdij in Gent. Het is pas onder abt Stephanus (1057-1105) dat omstreeks 1100 met de steun van Gent een bibliotheek en scriptorium werd opgericht in Egmond. Het is dus waarschijnlijk in die periode dat de Egmond versie van de Williram, of Willeram zoals hij in Egmond werd genoemd, ontstond. Het handschrift heeft op een jonger schutblad een aantekening die zegt dat abt Stephanus het schonk  aan de abdij van Egmond: “Hunc librum donauit monasterio egmondensi dompnus stephanus abbas eiusdem loci quintu”. 
Van abt Stepanus staat vast dat hij van 1073 tot 1076 abt was van de Sint-Baafsabdij te Gent. Sommigen trekken hieruit de conclusie dat Egmond geen stichting was van de St.-Pietersabdij  maar werd gesticht vanuit de St.-Baafsabdij.

## Egmondse Willeram
Ook de Egmondse Willeram bevat de drie teksten zoals het oorspronkelijke voorbeeld, maar hier zijn de teksten niet meer in kolommen naast elkaar geschreven maar achter elkaar. De scribent kopieerde telkens een hoofdstuk van de Cantica Canticorum in de Vulgaat versie, gevolgd door de Latijnse dichtvorm en vervolgens de parafrase in de volkstaal gemengd met Latijn. De Oudhoogduitse tekst werd door de scribent aangepast aan zijn eigen Oud-Nederfrankisch dialect. Als de Leidse Willeram inderdaad in Egmond werd geschreven en als de monnik uit de buurt van Egmond afkomstig was, zou men dit dialect een Oud-Noord-Hollands kunnen noemen.
Men moet zich die hertaling niet voorstellen als een systematische omzetting van het Oudhoogduits in het Oud-Nederfrankisch. De schrijver verving regelmatig Oudhoogduitse woorden door hun Oud-Nederfrankische vorm zoals báchen door beken (beek) en vinstre door thimsternisse (duisternis) en dergelijke meer maar niet systematisch, soms vervangt hij het woord om enkele zinnen later het origineel Oudhoogduitse te laten staan. Verder vernederlandste hij voor- en achtervoegsels en paste verbuigingen aan. Hij laat hier en daar leemten in de tekst, waaruit men kan afleiden dat hij de Hoogduitse tekst niet altijd ten volle begreep. De tekst toont dus nog duidelijk zijn Oud-Oostfrankisch karakter, maar is voldoende aangepast aan het taaleigen van de scribent om van het eerste Nederlandstalige boek te kunnen spreken. Men moet Nederlands hier niet interpreteren als het huidige Nederlands, maar als een dialect dat als behorende tot het Oud-Nederlands beschouwd kan worden. Van 136 woorden in het Oudnederlands levert de Willeram de oudste versie, onder meer van een aantal telwoorden: beide, eerst, geen, genoeg, tachtig, zestig, voor de bijwoorden des te, dus, gaarne, nog, voor de vergrotende trappen meer en minst, voor de lidwoorden een en de, en voor het voornaamwoord zulk.
Van de teksten in het Oudnederlands zijn weliswaar de Wachtendonckse Psalmen ongeveer twee eeuwen ouder (circa 900), maar die kennen we slechts uit 16de-eeuwse en latere afschriften, terwijl de Egmondse of Leidse Willeram vrijwel zeker een autograaf is, het handschrift zoals de vertaler dat zelf geschreven heeft en niet een kopie.
Men kan de Willeram niet aanwijzen als het beginpunt van de Nederlandse literatuur. Naar alle waarschijnlijkheid heeft het handschrift de bibliotheek van Egmond nooit verlaten en is het dus ook nooit een voorbeeld geweest voor andere werken in de volkstaal. Maar het handschrift getuigt er wel van dat het maken van boeken in de volkstaal bij het begin van de twaalfde eeuw ook in de Lage Landen een aanvang heeft genomen.

## Uitgave van Merula
Het handschrift bleef dus waarschijnlijk in de abdij bewaard tot in 1573 de Geuzen de abdij bezetten in hun verzet tegen Spanje. Een aantal manuscripten uit de bibliotheek werden gered door abt Jacobus Blondeel met de hulp van Pieter van Meerhout, de rector van de Latijnse School in Alkmaar. Blondeel schonk het boek aan Van Meerhout. Het boek werd dan in 1597 verworven door Paulus Merula, in die tijd de bibliothecaris van de universiteit en hoogleraar geschiedenis, en de jurist Pancratius Castricomius. Merula verzorgde een uitgave van het werk in 1598 bij de Officina Plantiniana in Leiden.
Voor elke commentaarsectie in het oorspronkelijke handschrift werden vijf tekstblokken afgedrukt:
- De aangepaste Latijnse tekst
- De tekst van de Vulgaat
- De tekst in het Oudnederlands
- Een vertaling in modern Nederlands (16e-eeuws Zeeuws), waarschijnlijk van de hand van de Leidse stadssecretaris Jan van Hout.
- De notities bij de tekst door Castricomius

In 1971 zorgde Sanders voor een moderne heruitgave (München, 1971).

## Tekstvoorbeeld
Hooglied 3:1

Thes naghtes an minemo beddo vortheroda ich minen wino.
Ich vortheroda hine ande ne vand sin niet.
’s Nachts in mijn slaap zocht ik mijn lief.
Ik zocht hem, maar ik vond hem niet.